# NGC 5362
NGC 5362 ist eine Spiralgalaxie vom Hubble-Typ Sb im Sternbild Jagdhunde am Nordsternhimmel. Sie ist schätzungsweise 101 Millionen Lichtjahre von der Milchstraße entfernt und hat einen Durchmesser von etwa 65.000 Lj.
Das Objekt wurde am 9. April 1787 von dem deutsch-britischen Astronomen Wilhelm Herschel entdeckt.